# Curia Raetorum

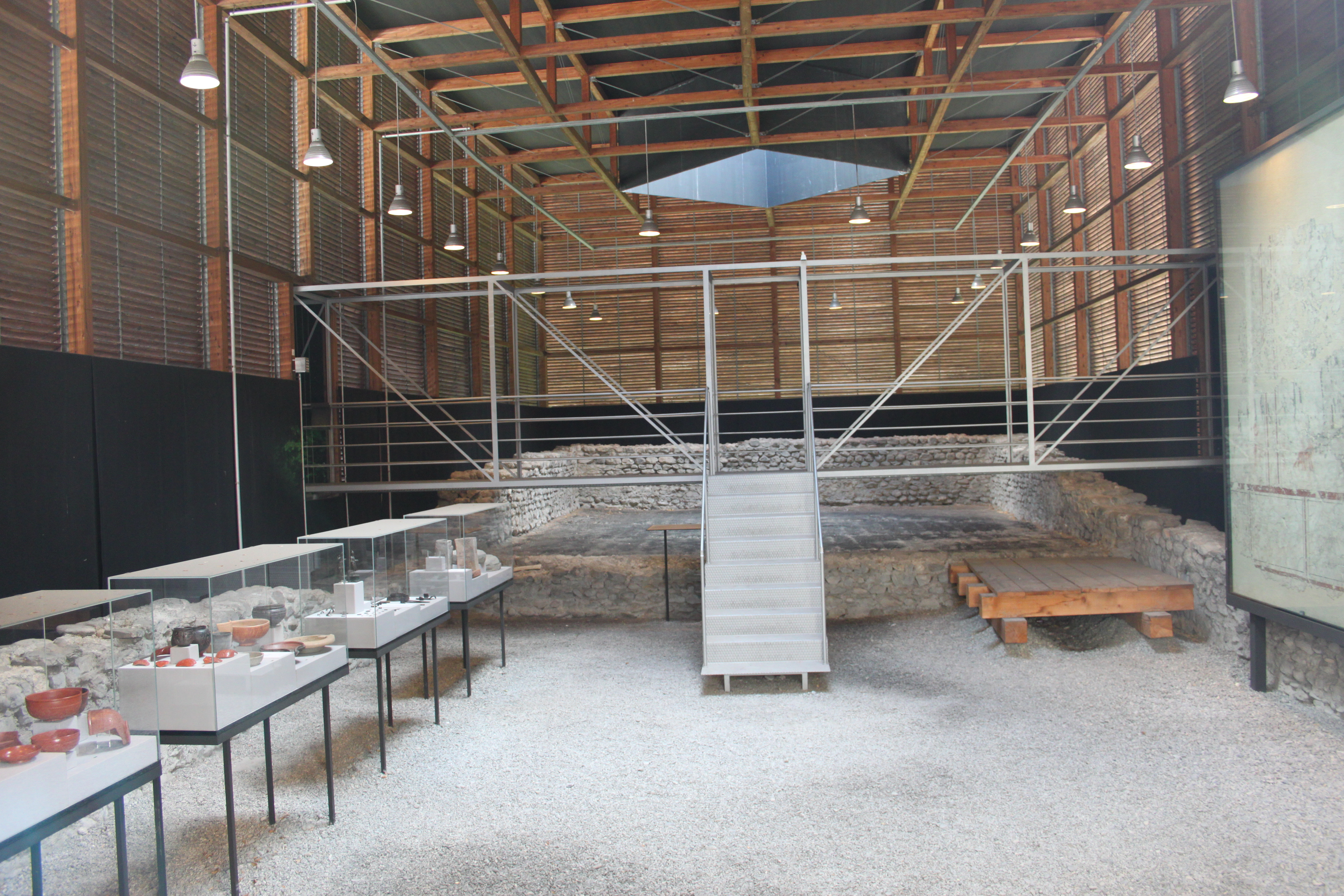
Der vicus Curia Raetorum unter den Schutzbauten Welschdörfli archäologisch erschlossen.

Curia Raetorum ist eine römische Siedlung (vicus) im Süden der heutigen Stadt Chur im Kanton Graubünden (Schweiz).

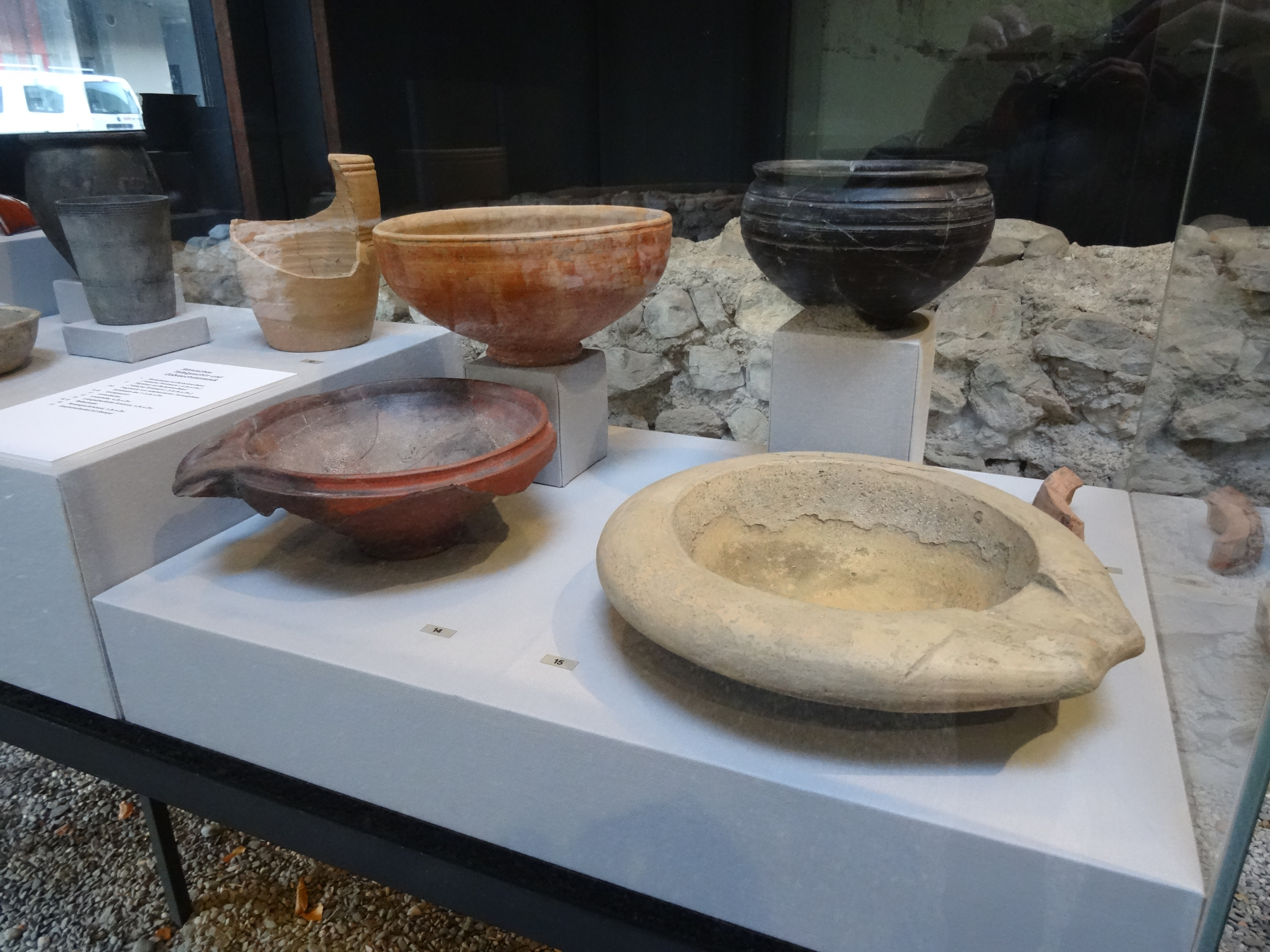
Römische Keramik in der Curia Raetorum

## Geschichte
Der Ursprung der Siedlung liegt in vorrömischer Zeit, sie befand sich an der Stelle des heutigen Welschdörfli am linken Ufer der Plessur. Der Name Curia könnte eine lateinische Form der keltischen kora, korje für Stamm oder Sippe sein. Nachdem die Räter um 15 v. Chr. durch die beiden Stiefsöhne des Kaisers Augustus (27 v. Chr.–14 n. Chr.), Drusus und Tiberius, gewaltsam dem römischen Reich als römische Provinz Raetia eingegliedert worden waren, wurden sie im Verlauf der römischen Herrschaft romanisiert.
Wohl zur Sicherung der Bündner Alpenpässe (Splügenpass und Septimerpass) entstand in der Siedlung eine Militärstation. Curia war ein Schnittpunkt der Römerstrasse zwischen Vindonissa (Windisch), Turicum (Zürich), Centum Prata (Kempraten) auf der Alpenroute zwischen Walensee-Zürichsee und Rhein. Um 300 n. Chr. entstand ein Kastell (Curia Raetorum).
Im Zuge der diokletianischen Reichsreformen entstanden durch Teilung der Provinz Raetia die beiden Provinzen Raetia prima (Curiensis) und Raetia secunda (Vindelica). Curia Raetorum kam wohl nach 310 n. Chr. die Rolle der Hauptstadt von Raetia Prima bei. In der Spätantike, also seit dem 4. Jahrhundert n. Chr., war Curia Raetorum Sitz eines 452 ersterwähnten Bischofs (Asinio).

## Archäologische Erschliessung

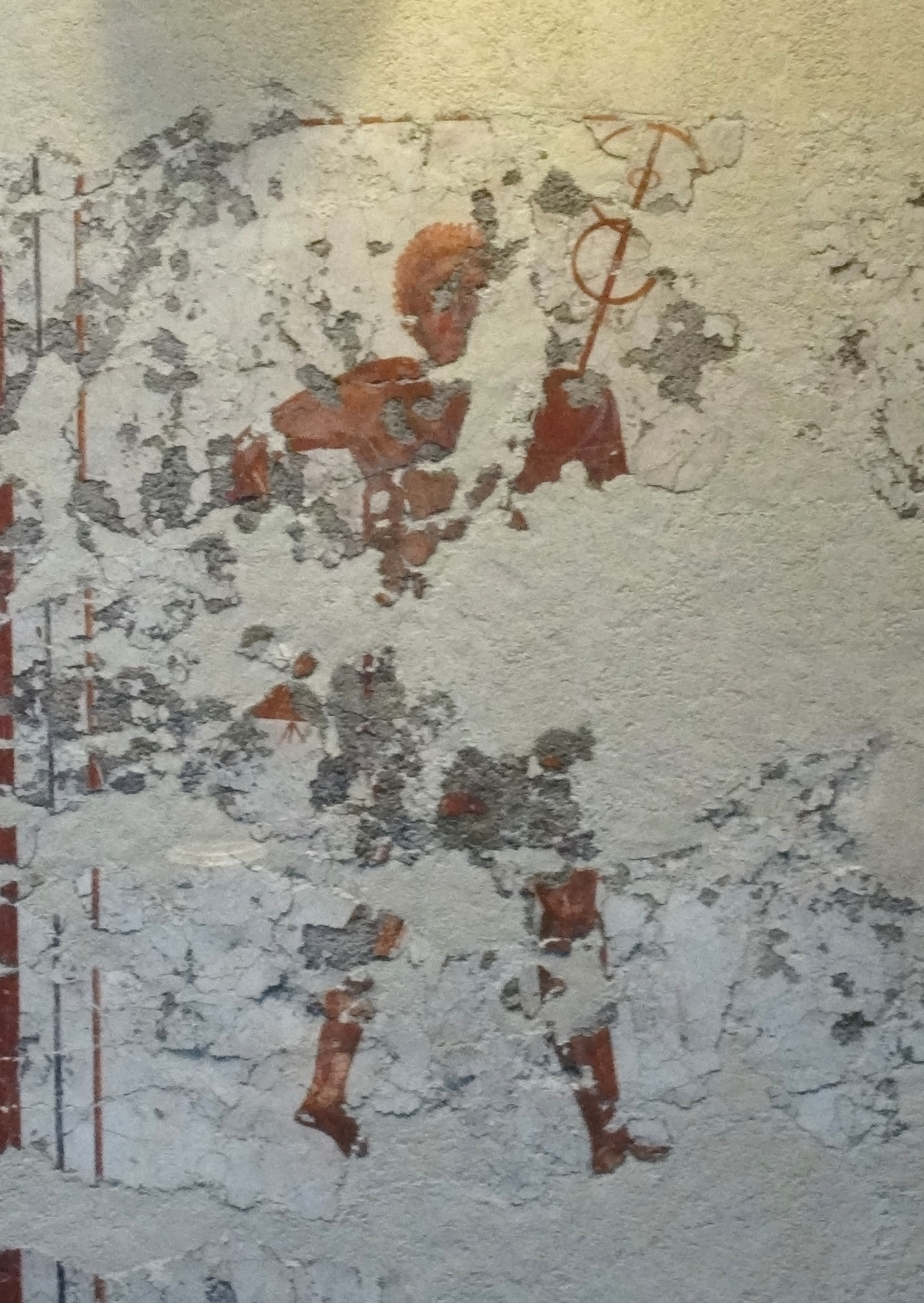
Figur des Merkurs aus dem Haus des Merkur

Einige römische Strukturen sind heute unter den Schutzbauten Welschdörfli konserviert.
Im Südosten der antiken Siedlung konnte 1975 das sogenannte «Haus des Merkur» ausgegraben werden. Es erhielt den Namen wegen der gut erhaltenen Figur des Merkurs auf Resten von Wandmalereien, die auf weissem Grund ein einfaches Feldermuster zeigen. Die Rahmungen der Felder sind rot. In einem Feld findet sich die Figur des Merkur, die an dem Hermesstab leicht zu erkennen ist. In einem anderen Feld ist ein Vogelbauer gemalt. Auf der Wand ist der Spruch geritzt: MULTIS ANNIS VIVAM (Auf dass ich lange lebe).
Die Grabkammer der ersten Bischöfe wurde 1851 beim Bau der ersten Kantonschule entdeckt, aber erst 1955 bis 1957 genauer untersucht. Die gewölbte Kammer ist 7,15 × 4,55 gross, war ausgemalt und zum Teil mit einem Mosaik ausgestattet. An der Rückwand sind Reste von grossen Figuren zu erkennen, an den Seitenwänden über einer 1,4 m hohen Sockelzone mit Marmorimitationen Rankenmuster mit Vögeln. Die Grabkammer datiert ins 5. Jahrhundert n. Chr.